# Косьцельник (Нижньосілезьке воєводство)
Косьцельник (пол. Kościelnik, нім. Holzkirch) — село в Польщі, у гміні Любань Любанського повіту Нижньосілезького воєводства.
Населення — 530 осіб (2011).
У 1975-1998 роках село належало до Єленьоґурського воєводства.

## Демографія
Демографічна структура станом на 31 березня 2011 року:
|          | Загалом | Допрацездатний вік | Працездатний вік | Постпрацездатний вік |
| -------- | ------- | ------------------ | ---------------- | -------------------- |
| Чоловіки | 263     | 48                 | 192              | 23                   |
| Жінки    | 267     | 47                 | 161              | 59                   |
| Разом    | 530     | 95                 | 353              | 82                   |